# Mouktse
Le mouktse (hébreu : מוקצה, mʊktzə) est une mesure rabbinique qui limite l'emploi et le déplacement pendant le Chabbat et les jours saints du judaïsme, afin d'établir un périmètre spirituel destiné à préserver le repos et la solennité propres à ces jours.
Contrairement à l'interdiction de transporter un objet d'un domaine à l’autre ou dans le domaine public (en), le mouktse est aussi en vigueur chez soi, s'appliquant à la quasi-totalité des choses du quotidien qui ne peuvent pas servir pendant les temps fixés du judaïsme : un réveil-matin, le linge laissé à sécher, des surgelés, le téléphone portable dernier modèle, un portefeuille rempli, des piles usagées sont, pour diverses raisons, autant d'exemples de mouktse. 
Le mouktse est donc communément perçu comme l'une des lois fondamentales du Chabbat, et son observance influence le caractère de cette journée : lui accorder trop d'importance transformerait le Chabbat en un espace figé où l'on ne pourrait rien manipuler ni toucher, mais le limiter ou le contourner à l'excès affaiblirait la distinction entre jours profanes et jours saints car sanctifiés.

## De l'«impréparé» au «tranché»: introduction d'un concept

### Prémisses dans la littérature tannaïtique
Le terme mouktse (de la racine קצ"י ḳ-ṣ-y ou קצ"ה ḳ-ṣ-h, qui signifie « trancher ») n'apparaît pas dans la Bible. 
Il figure en revanche plus de cinquante fois dans les textes qui reflètent la loi en vigueur parmi les pharisiens aux IIe et Ier siècles av. J.-C., c.-à-d. le Midrash halakha qui collectionne les lois orales par versets, la Mishna qui les arrange thématiquement, et la Tossefta qui la complémente (IIIe siècle). Cependant, mouktse désigne à cette époque une aire de séchage pour figues et raisins (mishna Beitsa (en) 4:7, tossefta Beitsa 4:1) ou un objet exclu du service divin à cause d'une consécration à l'idolâtrie (m. Temoura 6:1, t. Temoura 4:2-3). Rien, dans la littérature tannaïtique, n'indique que ce mot s'emploiera dans les Talmuds, au IVe siècle, pour signifier la mise à l'écart des objets non prévus pour une utilisation le Chabbat.

  
Pour désigner les objets qu'on prévoit d'utiliser le Chabbat et leur contraire, les tannaïm (sages de la Mishna) ont recours à la dyade min hamoukhan (« [fait partie] de-ce-qui-est-prêt ») – eino min hamoukhan (« n’est-pas-de-ce-qui-est-prêt »). Ces deux expressions, figées et techniques, proviennent de l'interprétation pharisienne du verset biblique Exode 16,5 : 

« Lorsqu’au sixième jour [à la veille de Chabbat (he)], ils apprêteront ce qu’ils auront apporté (wǝheḵinû et ʾašer-yaḇiʾû), [les enfants d'Israël trouveront] le double de leur récolte de chaque jour (he). »

 Ce verset, indiquant l'une des premières lois du Chabbat autour des miracles de la manne, a été compris par l'ensemble des courants juifs de la période du Second Temple comme une prescription perpétuelle de réaliser tout type d'apprêt avant le Chabbat : le Livre des Jubilés (II:29-30 & V:8-12) en tire une interdiction, sous peine de mort, de préparer ou d'apporter quoi que ce soit pour se nourrir pendant le Chabbat (tout doit donc être prêt et disponible auparavant). Le document de Damas X:22-XI:2 (du Ier ou IIe siècle av. J.-C.) impose, lui, de préparer ce qui a été apporté en ville mais permet de consommer ce qui a été trouvé impréparé dans les champs. 
Les sages de la Mishna donnent pour leur part au mot moukhan (de la racine כו"ן ḵ-w-n) le sens restreint de « prêt à l'usage » soit, dans le contexte du Chabbat, « prêt pour un emploi permis à l'entrée du jour saint » (c'est un terme strictement passif : lorsqu'il souhaite dénommer les actions ou la façon de préparer un objet à l'utilisation, l'hébreu mishnique n'emploie pas la racine ḵ-w-n mais תק"ן, t-ḳ-n). Il s'applique non seulement aux aliments mais aussi aux animaux, matériaux, liquides, outils, récipients ou instruments. L'innovation conceptuelle des rabbins, est de l'avoir substantivé en ha-moukhan, afin d'établir une catégorisation nette entre ce qui « provient de l'hamoukhan » (min hamoukhan) et ce qui « ne provient pas hamoukhan » (eino min hamoukhan). Or, comme la Tossefta énonce, dans le contexte du Chabbat, que « Tout ce-qui-est-de-ce-qui-est-prêt (min hamoukhan), on [peut] le déplace[r] et tout ce-qui-n'est-pas-de-ce-qui-est-prêt (eino min hamoukhan), on ne le déplace[ra] pas » (t. Shabbat 14:8, cf. ibid 14:10), l'on pourrait voir en eino min hamoukhan le précurseur logique du mouktse talmudique puisque ce qui n'est pas prêt n'est ni utilisable ni déplaçable.
Cependant, eino min hamoukhan ne désigne pas encore un objet volontairement mis à l'écart ou interdit en raison de sa nature mais seulement un objet qui n'est pas prêt (or, selon Ribbi Yohanan, il y a « un objet qui est en son état et qui n'est pas en sa préparation » c.-à-d. un objet interdit alors qu'il n'a pas besoin de préparation supplémentaire — TJ Shabbat 3:6).  
Par ailleurs, moukhan n'a pas toujours le sens de « prêt » car si la cendre d'un four est min hamoukhan lorsqu'elle a été produite avant le jour saint (m. Beitsa 1:2) mais pas le jour même (t. Beitsa 1:5 & Houllin 6:6), c'est que moukhan signifie ici « disponible ». De même, les portes des meubles sont min hamoukhan non parce qu'elles sont « prêtes » mais parce qu'elles sont naturellement mobiles (m. Shabbat 17:1). Moukhan s'applique de plus à d'autres domaines que le Chabbat : dans la m. Kelim 28:2, où est question d’un chiffon dont les dimensions sont inférieures à trois sur trois palmes, donc trop petit pour transmettre l’impureté par contact prolongé, s'il « a été adapté pour sécher la baignoire, secouer la marmite et essuyer la meule, … Rabbi Akiva dit : s'il est moukhan [c.-à-d., ici, « affecté » à l'usage auquel on l'a préparé], il [peut devenir] impur, s'il n'est pas moukhan, il [ne peut pas recevoir l'impureté]. » Les tannaïm distinguent toutefois entre ce moukhan rituel et le min hamoukhan fonctionnel car « [L'éponge, qu'elle soit munie d'une poignée ou non,] on la déplace à Chabbat et elle ne reçoit pas l'impureté » (m. Shabbat 21:3 ; cet article montre en outre qu'usage et déplacement ne vont pas toujours de pair).   
Surtout, rien, dans la littérature tannaïtique, n'indique qu'eino min hamoukhan (« n’est-pas-de-ce-qui-est-prêt ») forme une catégorie légale centrale ni même structurée. Les articles de la Mishna comme de la Tossefta restent au contraire casuistiques, et si les Talmuds invoquent l'eino min hamoukhan pour interdire de déplacer une bête morte pendant le jour saint (m. Beitsa 3:5), du bois qui n'a pas été rassemblé auparavant (m. Beitsa 4:2 & 6, t. Beitsa 3:10 & 18) ou le tas de récolte à Chabbat (m. Shabbat 18:1 & v. t. Shabbat 14:4), ce n'est qu'une lecture ultérieure, préférée à d'autres explications en raison de sa cohésivité. 
Une comparaison entre les manuscrits de la Mishna issus des académies talmudiques en Babylonie et celles où s'est élaboré le Talmud de Jérusalem, montre en effet qu’un travail de regroupement, voire de réorganisation, a été effectué par les amoraïm (docteurs des Talmuds), et qu'ils ont ainsi constitué des ensembles articulés autour de l'eino min hamoukhan : les chapitres 17-18 et 20:4-21 de la Mishna Shabbat, et les articles 1:1-5 de la Mishna Beitsa. 
Ce dernier chapitre pourrait en effet se lire autrement : les trois premières lois — sur l'œuf pondu en ce jour, qui donne son nom au traité Beitsa (« Un œuf »), le volume de levain à brûler (he) avant la fête de Pessa'h et la poussière utilisée pour recouvrir le sang des bêtes et volailles abattues —, seraient un aparté, tiré du traité Edouyot (en) pour illustrer l'étonnante sévérité de l'école de Hillel par rapport à l'école de Shammaï sur ces points. Les articles suivants, constituant l'essentiel du chapitre, décriraient alors les modifications qu'on apporte aux activités ordinaires lorsque la journée est sainte, donc extraordinaire — apport d'une échelle au poulailler (m. Beitsa 1:3), sélection de la volaille ou la bête destinée à l'abattage (1:3-4), ouverture de la boutique (1:5), abattage de l'animal (1:5), récupération de sa peau (he) après dépeçage (he) (1:5), prélèvement des portions de la viande réservées aux prêtres (en) (1:6), préparation des condiments (1:7), tri des grains (he) (1:8) et envoi d'aliments ou cadeaux pour réjouir les amis (1:9-10). Ce découpage semble plus conforme au chapitre dans son ensemble, alors que celui créé par les amoraïm ne couvre que cinq articles sur les dix qu'il comporte. De plus, leur redéfinition se fait au prix d'une inconsistance textuelle car la première clause de la mishna 1:3, selon laquelle « L'école de Shammaï dit : il n'est pas permis de transporter une échelle d'un pigeonnier à l'autre, mais seulement de la pencher d'une cloison à l'autre ; l'école de Hillel le permet », ne peut être liée à la préparation ou l'impréparation : les Talmuds eux-mêmes expliquent cette clause par contraste avec une échelle de grenier c.-à-d., selon le Talmud de Babylone, par un souci de préserver les apparences (en) — il est permis d'utiliser une échelle de pigeonnier mais non une échelle de grenier, plus solide, car l'on pourrait croire que la personne qui l'apporte, compte plâtrer son toit, et c'est pour la même raison qu'on ne permet de la déplacer qu'en la penchant d'une cloison à l'autre.
C'est donc en aval que, par besoin de systématisation, les amoraïm devront enchaîner les acceptations par trop nébuleuses de l'eino min hamoukhan, pour les refondre dans une approche unifiée.

### Conclusions dans la littérature amoraïque
Cette systématisation de l'eino min hamoukhan, s'effectue dans les Talmuds au moyen de la généralisation à l'ensemble du corpus tannaïtique de l'intentionnalité.
En effet, l'intentionnalité se manifeste déjà, bien qu'à l'état embryonnaire, dans les lois de la manipulation décrites dans la littérature tannaïtique. Par exemple, les t. Shabbat 14:11 et Beitsa 4:2 conditionnent la consommation d'origan ou de cornouiller à l'intention ayant présidé à leur collecte. Cependant, cette intention est limitée aux cas mentionnés et n'est pas exploitée ailleurs, bien qu'elle pourrait expliquer pourquoi les tannaïm autorisent l'utilisation sans restriction de paille pour enfouir les plats afin de conserver leur chaleur (he) (m. Shabbat 4:1-2), tout en exigeant son entassement ou réarrangement pour le fourrage (m. Shabbat 18:2) et en interdisant sa manipulation lorsqu'elle constitue une couche de lit (m. Shabbat 20:5). 
L'intentionnalité est pourtant pleinement explorée dans un domaine distinct de la littérature tannaïtique : les lois de la pureté rituelle (en). Ces lois, tout comme celles de l’utilisation, font néanmoins usage de termes aux définitions diverses et variées : en plus de moukhan, qui signifie « prêt à l'emploi » (cf. supra), keli peut désigner un « récipient, » un « vêtement, » un « outil » ou tout autre « objet ». 
Les rabbins des Talmuds, comme les sages de la Mishna, savent bien que ces termes n'ont pas le même sens et qu'un objet peut être « prêt » à l'usage fonctionnel sans l'être selon les lois de pureté. Ainsi, « une aiguille [est transportée] pour retirer une écharde », qu'elle soit perforée ou non (TB Shabbat 123a). Cependant, les amoraïm utilisent ces termes communs pour créer un lien bidirectionnel entre les lois de la manipulation et celles de la pureté : des kelim rituels, rarement employés au quotidien, sont étudiés sous l'angle de leur utilisation ou déplacement, tandis que des objets ordinaires sont évalués selon des critères liés à la pureté rituelle : « à quoi doivent-ils servir ? », « dans quel état sont-ils ? » et « quelle intention leur a été assignée ? ».

#### Lois de l'utilisation
Ce basculement vers l’intentionnalité, amorcé dans la Tossefta et relevé par les amoraïm, s'effectue notamment par l'émergence de formules composites entre le moukhan figé de la littérature tannaïtique, et des expressions ou conceptions issues du registre de la pureté rituelle, selon la terminologie de m. Taharot 8:6 : « Ils ont dit (édicté ?) une règle pour les choses pures : tout ce qui est affecté à la consommation humaine est impur, jusqu’à ce qu’il devienne impropre à être mangé même par un chien ; et tout ce qui n’est pas affecté à la consommation humaine est pur, jusqu’à ce qu’on l'affecte explicitement à l’homme. »
Dès lors, un objet cesse d'être prêt ou impréparé, et devient prêt pour l'homme (moukhan lè'adam) ou prêt pour les chiens (moukhan lèklavim). Il devient également possible de préparer un veau, un œuf ou autre par sa mère (moukhan agav imo). Appliquant ces concepts aux lois anciennes, le Talmud de Babylone conclut que l'autorisation d'abattre pendant un jour saint un veau né le jour même, provient du fait qu'il a été « préparé » par sa mère. De plus, en combinant ces notions, il permet de consommer un veau né d'une vache impropre à la consommation car il a été préparé par sa mère pour les chiens (moukhan agav imo lèklavim), or si ce qui est prêt pour l'homme n'est pas prêt pour les chiens, ce qui est prêt pour les chiens peut être prêt pour l'homme s'il en décide ainsi (TB Beitsa 6a, cf. TJ Beitsa 1:1 qui ne retient pas ce raisonnement « babylonien », et autorise le veau car « il a été fait comme un “min hamoukhan enfoui dans l'eino min hamoukhan” »).
L'intention préalable ne joue cependant pas toujours un rôle d'inclusion, et Rav Yossef élucide la première clause de la m. Shabbat 3:6 (« On ne place pas un récipient sous la lampe pour y recueillir l'huile. »), en expliquant qu'« on l'annulerait de sa préparation (he), » ce qui est interdit (TB Shabbat 43a). Il devient également possible d'instituer une mise à l'écart intentionnelle, en « affectant un objet à l'interdit » (yi'houd keli lè-issour, où yi'houd lè-, « affectation à », dérive lui aussi de la m. Taharot 8:6), c.-à-d. à l'accomplissement d'une tâche interdite à Chabbat ou le jour saint. Ce cadre suggère aussi un changement de paradigme : l'usage prévu gouverne désormais la permissivité du déplacement.
Les conséquences de cette intentionnalité ne s'arrêtent pas à l'objet lui-même, et s'étendent à son support (ou « base, » issue elle aussi de la m. Kelim 24:6 — « Il y a trois bases : celle devant le lit ou devant les scribes, qui est impure par appui, celle de la table latérale, qui est impure de l'impureté du mort et celle d'une armoire, qui est pure de tout »). Alors que la Mishna et la Tossefta permettent explicitement de déplacer le support d'un objet interdit (he) pour se servir du support (m. Shabbat 21:1-3, t. Shabbat 3:14 & 16:6-7), les Talmuds restreignent cette permission aux cas où le support contient aussi des choses permises (TJ Shabbat 3:6 [6c], TB Shabbat 142a). Dans un second temps, le Talmud de Babylone établit une nouvelle distinction entre objets « oubliés » et « [volontairement] déposés » avant le Chabbat ou le jour saint (TB Shabbat 120b, 125b & 142b). Il interdit le déplacement du support dans ce dernier cas, et en fait une catégorie autonome, fondée sur l'intention préalable.
Ce rapport à l'intention atteint un nouveau sommet dans le Talmud de Babylone avec les objets apparus pendant le Chabbat ou le jour saint et auxquels aucune pensée préalable n'a été accordée. Le Talmud de Jérusalem ne participe pas de cet effort, laissant la question en l'état de son traitement tannaïtique, mais celui de Babylone érige en catégorie ce cas extrême de l'eino min hamoukhan, et le dénomme nolad (he) (« né »), en réinvestissant ce terme d'une définition nouvelle. Elle demeure toutefois aussi mal circonscrite que la notion de « naissance » même, englobant des objets totalement inédits comme l'œuf pondu le jour saint (TB Beitsa 2a-3a), et des objets transformés comme l'eau issue de la fonte des neiges (cf. TB Shabbat 51b) ou un pot brisé, selon qu'il conserve ou perde sa fonction (TB Shabbat 124b — en fin de compte, et conformément à la m. Shabbat 17:5, seuls les débris ayant perdu tout usage résiduel, relèveront de ce statut).

#### Lois du transport
Face aux lois du déplacement, les amoraïm évoluent en terrain plus balisé car il est répété dans les trois premiers articles de la Mishna Shabbat 17, que « tous les kelim sont transportables à Chabbat » — bien que cet énoncé général ne précise pas le type d'objets (instruments, récipients ou autres), il est clair que les rabbins partent d'une autorisation de principe, que leurs efforts visent à la circonscrire. 
Cette autorisation est, d'une part, relativement étendue car les tannaïm autorisent de transporter tout objet qui a un usage permis, fût-il détourné : « On déplace un maillet pour casser des noix, une hache pour couper des gâteaux de figues [comme s'il s'agissait d'une pelle à tarte], une scie [comme couteau] pour râcler le fromage, … la pelle [comme assiette] et la fourche [comme fourchette] pour nourrir un enfant, un fuseau et un crochet [habituellement réservés à la couture] pour piquer … » (m. Shabbat 17:2). Elle a, d'autre part, ses limites, puisque Rabbi Yosse qui autorise le déplacement sans finalité spécifique, contre Rabbi Ne'hemya (en), reconnaît qu'on transporte « tous les kelim, à l'exception de la grande scie et du coin de charrue » (m. Shabbat 17:4).
Pour systématiser les cas de la Mishna, le Talmud de Jérusalem introduit la notion de to'ar keli (« aspect d'ustensile ») : un objet est déplaçable tant qu'il possède une fonctionnalité suffisante. Les amoraïm babyloniens prolongent cette logique avec la torat keli (« statut d'ustensile »), dont la formulation, biblique à l'origine (p. ex. Lv 14,2), remonte, une fois encore, à l'ordre des Puretés : « La gourde et la jarre qui ont été percées au point de ne plus pouvoir contenir de grenades, bien qu’elles aient perdu leur statut d’ustensile [torat kelim], protègent néanmoins de l'impureté dans une tente abritant le cadavre d'un reptile » (t. Kelim Kamma 6:6). Ce concept leur permet notamment d'expliquer la controverse entre les écoles de Shammaï et Hillel sur le traitement des déchets de table (m. Shabbat 21:3) : l'une permet de les ôter à la main, l'autre impose de secouer la planche de la table car elle seule a ce statut d'objet déplaçable (TB Shabbat 143a).
Ce jalon posé, il revient aux amoraïm de préciser la portée des articles mishnaïques, quels kelim sont concernés, et dans quelles conditions leur déplacement est justifié par un « besoin » (tsorekh). 
Le Talmud de Jérusalem, commentant la m. Shabbat 17:2, limite le déplacement du maillet à un usage concret — casser des noix —, et rien d'autre, suivant l'opinion de Rabbi Ne'hemya. De plus, comme la mishna mentionne  ostensiblement des objets dont l'usage est ordinairement interdit à Chabbat, la guemara en infère qu'« un objet affecté à l'interdit (keli hameyou'had lè-issour, cf. supra), on le déplace pour un besoin ; au permis, pour un besoin et sans besoin » (TJ Shabbat 17:2 [16a-b]). Elle rapporte ensuite le désaccord entre Ribbi Yohanan (Rabbi Yohanan dans le Talmud de Babylone) et un groupe de rabbins anonymes au sujet de l'interpétation de l'opinion de Rabbi Ne'hemya (sans préciser qui dit quoi) : pour l'un, seule la finalité fonctionnelle (tsorekh goufo, « besoin de son corps »), est recevable, pour l'autre, entre aussi en compte la visée locative de l'objet (tsorekh mekomo « besoin de son endroit »), c.-à-d. l'espace que son déplacement libère (TJ Shabbat 17:4 [16b]). 
Ce débat reprend dans le Talmud de Babylone, entre Rabba (en) et son disciple Rava : Rabba soutient que seul le tsorekh goufo justifie le déplacement d'un objet, pour autant qu'il s'agisse d'un ustensile à usage permis à Chabbat ou le jour saint (keli shemelakhto lè-heiter (he), « outil dont l'ouvrage est permis »). Rava lui rétorque que tsorekh goufo et tsorekh mekomo ont même valeur, et que seul le déplacement pour abriter un objet exposé (mi'hama lètsel « du soleil à l'ombre »), ne constitue pas un besoin valable. Il formalise alors les distinctions en ces termes : « Un ustensile à usage permis, on le déplace pour son corps et son endroit … Un ustensile à usage interdit (keli shemelakhto lè-issour (he), « outil dont la tâche est pour l'interdit »), pour son corps et son endroit mais pas pour [le déplacer] du soleil à l'ombre » (TB Shabbat 123b, cf. 124a). 
Cette distinction ternaire, à peine mentionnée dans le Talmud de Jérusalem, semble émerger des discussions autour du support d'un objet interdit (he) : Rabba bar bar Hanna (en) au nom de Rabbi Yohanan et Rav A'ha de Difti enseignent que « le coussin sur lequel on a déposé des pièces, on le secoue et les pièces tombent », c'est dans le cas où l'on a fonctionnellement besoin du coussin (tsorekh goufo) mais si le besoin est locatif (tsorekh mekomo), on déplace le coussin et les pièces en bloc (TB Shabbat 142b).
Si ces distinctions prennent forme dans les débats amoraïques des premières générations, des catégories désormais perçues comme fondamentales — telles que la pré-affectation (hazmana), l'aptitude fonctionnelle ('hazé / ra'ouï), l'extension de l'interdit au simple contact avec l'objet (nĕggiʿa)  ou encore la finalité de la mesure rabbinique en lien avec le transport (tiltoul lav tsorekh hotzaah hou « le déplacement n'est-il pas nécessaire au transport ? ») — ne sont pas encore formulées ni nommées à ce stade. Leur théorisation s'opérera dans les générations ultérieures des auteurs des Talmuds : les compositeurs anonymes (he) du Talmud de Babylone s'engagent dans la construction progressive d'une grammaire légistique, abstraite et cumulative tandis que ceux du Talmud de Jérusalem demeurent plus proches de la logique casuistique des tannaïm, et sont réticents à systématiser les idées nouvelles qu'ils sont pourtant les premiers à introduire (c'est, notamment, dans le Talmud de Jérusalem que l'eino min hamoukhan est associé pour la première fois au mouktse).

## Présentations dumouktsedans la littérature amoraïque
L'œuf pondu un jour saint, éponyme du traité Beitsa consacré aux lois de Yom Tov, est un cas emblématique, situé à la lisière de la transformation naturelle et du statut juridique : aliment basique qui constitue l'ordinaire de l'individu au IIe siècle, habituellement consommé sans même y penser, il illustre l'étonnante sévérité de l'école de Hillel par rapport à l'école de Shammaï lorsqu'il naît, c.-à-d. est pondu, un jour de fête (m. Beitsa 1:1), où les tâches qui assurent la nutrition sont pourtant mises à l'honneur. 
Explorant les limites de cette loi, la Tossefta rapporte au nom de Rabbi Eliezer qu'un œuf et sa mère seront mangés, qu'un veau né le jour saint ainsi qu'un poussin né, c.-à-d. éclos, le jour saint peuvent être abattus car ils se sont permis d'eux-mêmes ; des œufs mûrs trouvés dans les entrailles d'une poule abattue, seront permis ; un œuf dont la majeure partie est sortie avant Yom Tov, est permis, même s’il a été complété pendant la fête et, selon l'auteur de l'article (he), un œuf pondu à Yom Tov est permis à Chabbat, et réciproquement mais, selon Rabbi Yehouda au nom de Rabbi Eliezer, c'est le sujet même de la controverse entre les écoles. « De même que sa consommation, son déplacement est interdit, et de même qu'un [œuf] dont la ponte à Yom Tov fait doute, est interdit, un [œuf] dont la préparation fait doute, est interdit. S'il s'est mêlé à cent autres œufs, tous sont interdits » (t. Beitsa 1:1-3).
Ce cas-limite, dont l’appartenance à la catégorie d'eino min hamoukhan n'est nullement assurée dans la littérature tannaïtique, sera pourtant présenté, dans les Talmuds, comme l'une des pierres d'assise des lois du mouktse.

### Dans le Talmud de Jérusalem
Le Talmud de Jérusalem explique la controverse entre les écoles de Shammaï et de Hillel à partir de leur définition différente de l'œuf pondu un jour saint : pour les premiers, il est permis car préparé par sa mère, à l'instar d'un veau (moukhan agav imo, cf. supra) ; pour les seconds, il est interdit car assimilé à « un “mouktse qui a séché (mouktse sheyavash)” dont l'on a ignoré l'existence (litt. et qu'il n'a pas connu, vèlo yada bo) » (TJ Shabbat 1:1 [60a]). 
Mouktse sheyavash et lo yada bo, encapsulent en grande partie la réflexion des amoraïm judéo-galiléens sur le sujet.

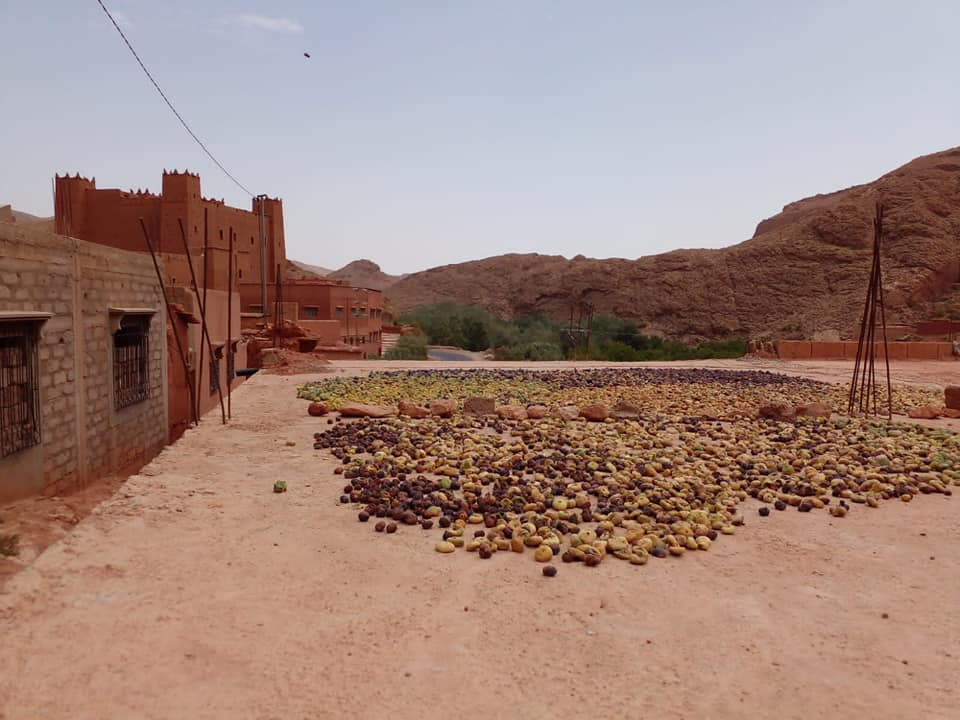
Une aire de séchage des figues (mouktse, au sens premier du terme), en Tunisie.

#### Entre figue fraîche et figue séchée
Le mouktse désigne, dès la Mishna, une aire de séchage pour les figues (hébreu : קיץ ḳayṣ ; terme qui désigne plus précisément la deuxième récolte estivale des figues), avec un jeu de mots sur la paronymie des racines de kayits et mouktse : c'est l'endroit où l'on dépose les figues après qu'elles ont été tranchées des branches, afin de terminer leur traitement car elles ne se conservent pas longtemps à l'état frais. Comme il faut, en vertu de la loi juive, prélever les dîmes sur la récolte (en) (ma'asserot) pour les rendre consommables, le mouktse se retrouve naturellement placé au cœur des discussions du traité Ma'asserot. Il y apparaît comme une catégorie spatiale légale, comparable à « la cour » ou « le domicile » (TJ Ma'asserot 3:1-2 [50b-c]), et l'on y stocke d'autres fruits que les figues (TJ Ma'asserot 1:2 [60a] : « Ribbi 'Hiyya au nom de Ribbi 'Hanina : [quand les olives deviennent-elles sujettes aux dîmes ?] … Lorsque la deuxième récolte est visible dans le mouktse »). 

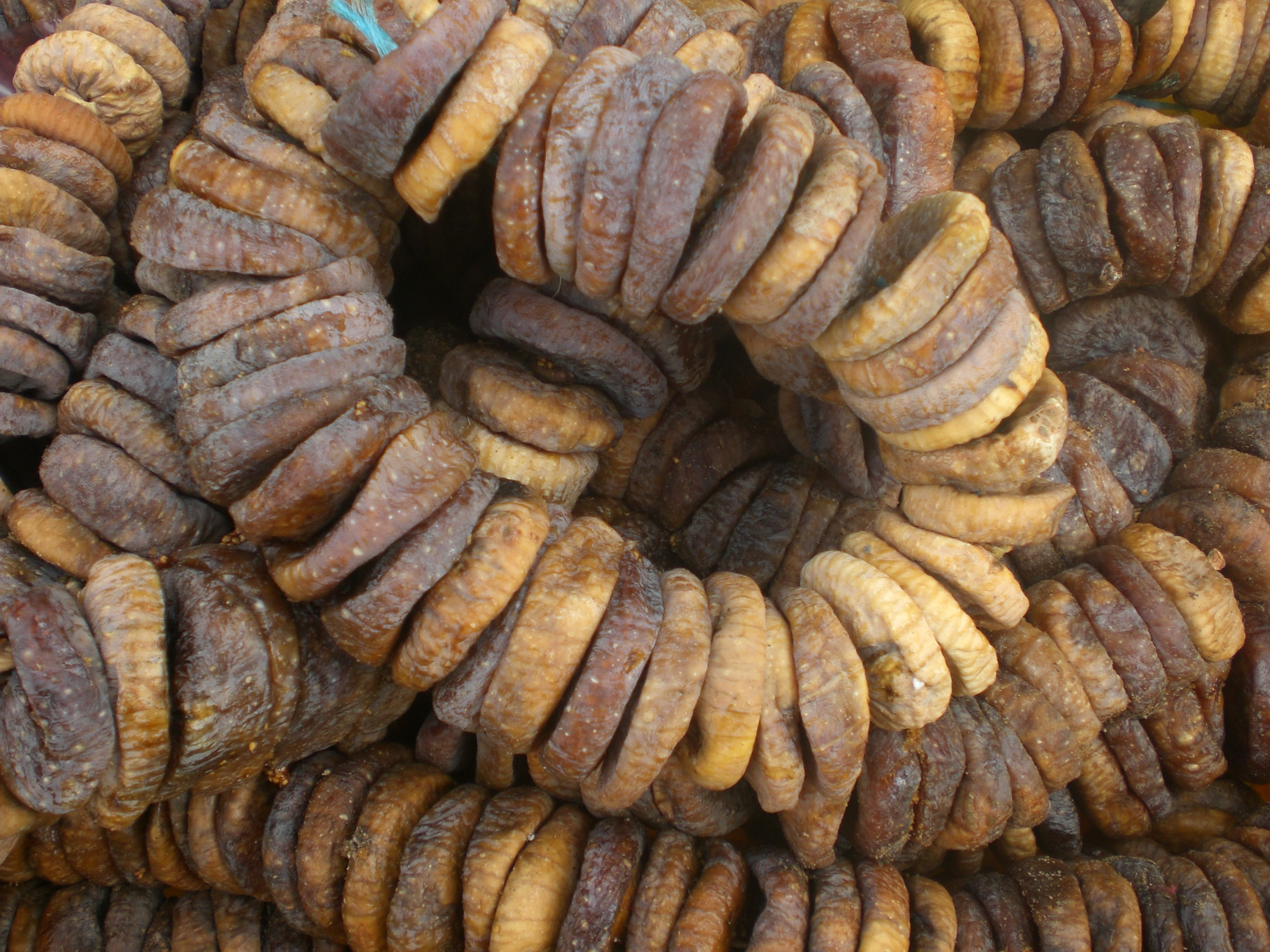
Colliers de figues sèches, prêts à la vente ou à l'emploi. C'est, selon la m. Ma'asserot 1:8, à ce stade qu'elles sont mouktse et qu'il faut en prélever les dîmes pour les autoriser à la consommation mais selon la définition donnée par Ribbi pour les lois de Chabbat, elles ne sont plus mouktse une fois desséchées.

Cependant, ses mentions dans le traité Beitsa sont moins attendues, puisqu'on ne prélève pas les dîmes à Chabbat ni les jours saints. Or, la m. Beitsa 4:1 enseigne qu'« on peut commencer à prendre du fourrage dans le tas de paille, mais non du bois qui se trouve dans le mouktse ». La guemara enseigne à ce propos que « Ribbi Yaakov bar A'ha au nom de Ribbi Yassa : le mouktse sheyavash, il est interdit d'y toucher. Ribbi [soit Juda Hanassi, le rédacteur de la Mishna,] dit à Ribbi Shimon son fils : “Monte et rapporte-nous des figues sèches (grogǝrot) du grenier.” Il lui dit : “N’est-ce pas interdit à cause du mouktse ?” Il répondit : “Tu maintiens toujours cette opinion ? Seuls les figues et les raisins (te'enim vaʿanavim) peuvent être interdits à cause du mouktse ! ” Ribbi Shmouel bar Sosartaï a dit : “Parce qu’ils puent entre [le dépôt et la fin du séchage]”. Ribbi Ze'oura a demandé devant Ribbi Yassa : “Ne s'expliquerait-il pas que c'est avec des pitsolaïa que l'histoire s'est produite ?” Il dit : “Je l'explique aussi ainsi.” Vint Ribbi Yosse Berebbi Boun, Ribbi Itz'hak bar Bisna au nom de Ribbi Yohanan : “C'est avec ces pitsolaïa que l'histoire s'est produite”. Il lui dit : “Tu n'as d'interdit à cause du mouktse que les figues et raisins.”  Ribbi Yaakov bar Zavdi au nom de Ribbi Abbahou : “Ce que tu as dit, c'est pour Chabbat mais pour les dîmes, toutes les choses ont un mouktse.” Ribbi Yosse a dit : “La Mishna (Ma'asserot 1:8) a dit ainsi — les figues sèches (grogǝrot), [quand en prélève-t-on les dîmes ?] lorsqu'on les presse […ou] lorsqu'on les [passe au rouleau]” » (TJ Beitsa 4:1 [62b]). 
Du point de vue formel, le nœud de cette souggiya (en) (unité de pensée talmudique) est le désaccord  entre Ribbi et Ribbi Shimon son fils (en), sur ce qui est interdit « à cause du mouktse ». L'expression, connue des lois de l'idolâtrie (en) (t. Avoda Zara 2:1 : « on prend [des idolâtres] une bête en offrande et on ne craint pas qu'elle ait monté [une femme - mishoum rove'a], qu'elle ait été montée [mishoum nirba], qu'elle ait été consacrée [mishoum mouktse] ou qu'elle ait été adorée [mishoum ne'ebad] »), retrouve ici son sens premier : la guemara souligne en effet la dimension olfactive désagréable, liée au processus de séchage dans le mouktse (contrairement aux versions parallèles rapportées en Pea 7:4 [20b] : « Il arriva que Ribbi Yehouda dise à son fils à Sikhnin : “Monte et rapporte-nous des figues sèches de la jarre.” Il monta, tendit la main et la trouva emplie de miel … Il arriva que Ribbi Yosse dise à son fils à Sipporin : “Monte et rapporte-nous des figues sèches du grenier.” Il monta, et trouva le grenier inondé de miel »). Comme l'endroit-mouktse évoque immanquablement la puanteur, mishoum mouktse exprime l'idée de s'éloigner de cette source de mauvaise odeur, utilisée figurativement dans la littérature tannaïtique pour désigner les animaux consacrés à l'idolâtrie, qui ne sont plus, pour ainsi dire, en odeur de sainteté. 
La position de Ribbi peut s'interpréter, a priori, de deux manières : si les figues et raisins ne sont qu'un exemple des choses qui passent de l'état frais à séché, « à cause du mouktse » signifie alors « parce que le processus (du séchage) n'est pas achevé » mais s'il est spécifiquement question de ces fruits séchés-là (grogǝrot vetsimoukim, comme c'est p. ex. le cas de la t. Beitsa 4:1), alors Ribbi explique à Ribbi Shimon que « seuls les figues et les raisins sont interdits » parce « laissés de côté » pour que la dessication s'achève. 
La guemara prend note d'objections aux deux lectures : Ribbi Yaakov bar A'ha — dont la sentence sur le mouktse sheyavash introduit un niveau de complexité supplémentaire car il faut désormais s'assurer que le mouktse, non plus l'endroit mais la figue elle-même, a fini de sécher avant le début du Chabbat — est tenant de la définition large, convoquant Ribbi Yassa et Ribbi Shimon Beribbi pour englober dans l'ensemble mouktse tous les fruits qu'on y laisse et même le bois mentionné dans la mishna. La guemara rejette alors cet élan de catégorisation, invoquant Ribbi pour restreindre l'interdit aux deux seuls aliments dont la fermentation s'accompagne d'effluves écœurantes, puis Ribbi Yassa lui-même qui, interrogé par Ribbi Ze'oura (en), recadre la divergence entre Ribbi Shimon Beribbi et son père à la seule question des pitsolaïa. La position de Ribbi Ze'oura et Ribbi Yassa est cependant, elle-même, une réaction à la lecture restreinte du dit de Ribbi : gênés par l'incongruïté de son reproche à Ribbi Shimon, alors que lui-même aurait interdit les grogǝrot vetsimoukim, tous deux supposent que Ribbi aurait demandé des pitsolaïa, dont le contexte laisse entendre qu'elles sécheraient sans mauvaise odeur (il pourrait s'agir de figues comme de dattes « fendues » ; les commentateurs du Talmud de Jérusalem privilégient la seconde possibilité en raison du passage homologue du Talmud babylonien, cf. infra). La position de Ribbi Ze'oura est, au demeurant, plus large qu'il n'apparaît ici : comme il est enseigné ailleurs (mais toujours dans le contexte de Yom Tov) qu'il est permis de placer un récipient sous une jarre de produits non-prélevés qui s'est fissurée le jour même pour en récupérer le contenu, le rabbin en conclut « qu'on peut intervenir pour le mouktse, afin de le sauver de manière non conventionnelle » (TJ Beitsa 5:1 [62d]). Cette situation complexe, mêlant dîmes, jours saints, mouktse et statut des fluides, dépasse le cadre de l'article mais la comparaison de la sentence de Ribbi Ze'oura avec un autre enseignement, auquel il a probablement réagi, « on ne prend pas de mesure pour [sauver] une chose eino min hamoukhan » (TJ Shabbat 13:7 [14b]), rend la conclusion claire : pour Ribbi Ze'oura, mouktse équivaut à eino min hamoukhan. 
La guemara repousse cependant l'amendement de Ribbi Ze'oura : lorsque Ribbi Yosse Berebbi Boun souhaite expliquer l'histoire comme lui, Ribbi Itz'hak bar Bisna lui rétorque au nom de Ribbi Yohanan que la définition par Ribbi du mouktse pour le Chabbat, « laissés de côté tant qu'ils se trouvent entre figue fraîche et figue séchée » — dont Ribbi Yaakov bar Zavdi (he) au nom de Ribbi Abbahou (en) souligne la différence par rapport à celle du mouktse pour les dîmes (apparemment compris lui aussi comme un stade en-deça duquel la consommation est prohibée) —, s'applique uniquement à deux cas : les figues et les raisins.  
L'injonction de ne pas toucher au mouktse sheyavash formulée par Ribbi Yaakov bar A'ha au nom de Ribbi Yassa, est cependant demeurée, en cinq endroits du Talmud de Jérusalem, et il est dit dans l'un d'eux qu'« un œuf pondu un jour de fête, […] Shmouel dit qu'il est permis de le recouvrir d'un récipient [mais, dit] Ribbi Mana (en), seulement si le récipient ne touche pas le corps de l'œuf » (TJ Shabbat 4:2 [29b-30a]). Elle constituerait à première vue une extension de l'interdiction de déplacement propre au corpus galiléen — promise à une certaine fortune, puisque mouktse est devenu pour de nombreuses personnes pieuses l'équivalent de « pas touche ! » — et serait, le cas échéant, la manifestation la plus concrète de ce caractère « intangible parce que répugnant » qu'on accole au mouktse. Il n'est toutefois pas établi que le terme neggia y signifie littéralement « toucher », ni qu'il y soit employé en ce sens de manière univoque, puisque  « Tous reconnaissent que si l'on vend à son prochain dix grappes de raisin, il est [désormais] interdit d’y toucher » (TJ Pea 7:4).

#### Bol de singe et tas de pierres
Lo yada bo (« qu'il n'a pas connu ») découle, pour sa part, d'une relecture des enseignements tannaïtiques par les amoraïm judéo-galiléens : tandis que le tanna Shimon ben Gamliel affirme que « l'école de Shammaï et l'école de Hillel s'accordent sur le fait de transporter des récipients pleins pour un besoin et des récipients vides pour les remplir, [ils diffèrent] sur les [récipients] vides [transportés] sans besoin, car l'école de Shammaï l'interdit et l'école de Hillel le permet » (t. Beitsa 1:11), l'amora Ribbi Youdan explique qu'ils ont débattu « à propos de ceux qu'il n'est “pas dans sa connaissance” (sheʾein beda'ato, c.-à-d. son intention) de remplir » (TJ Shabbat 17:4 [16b]). La connaissance (da'at) de l'objet devient donc un critère-clé pour son usage.

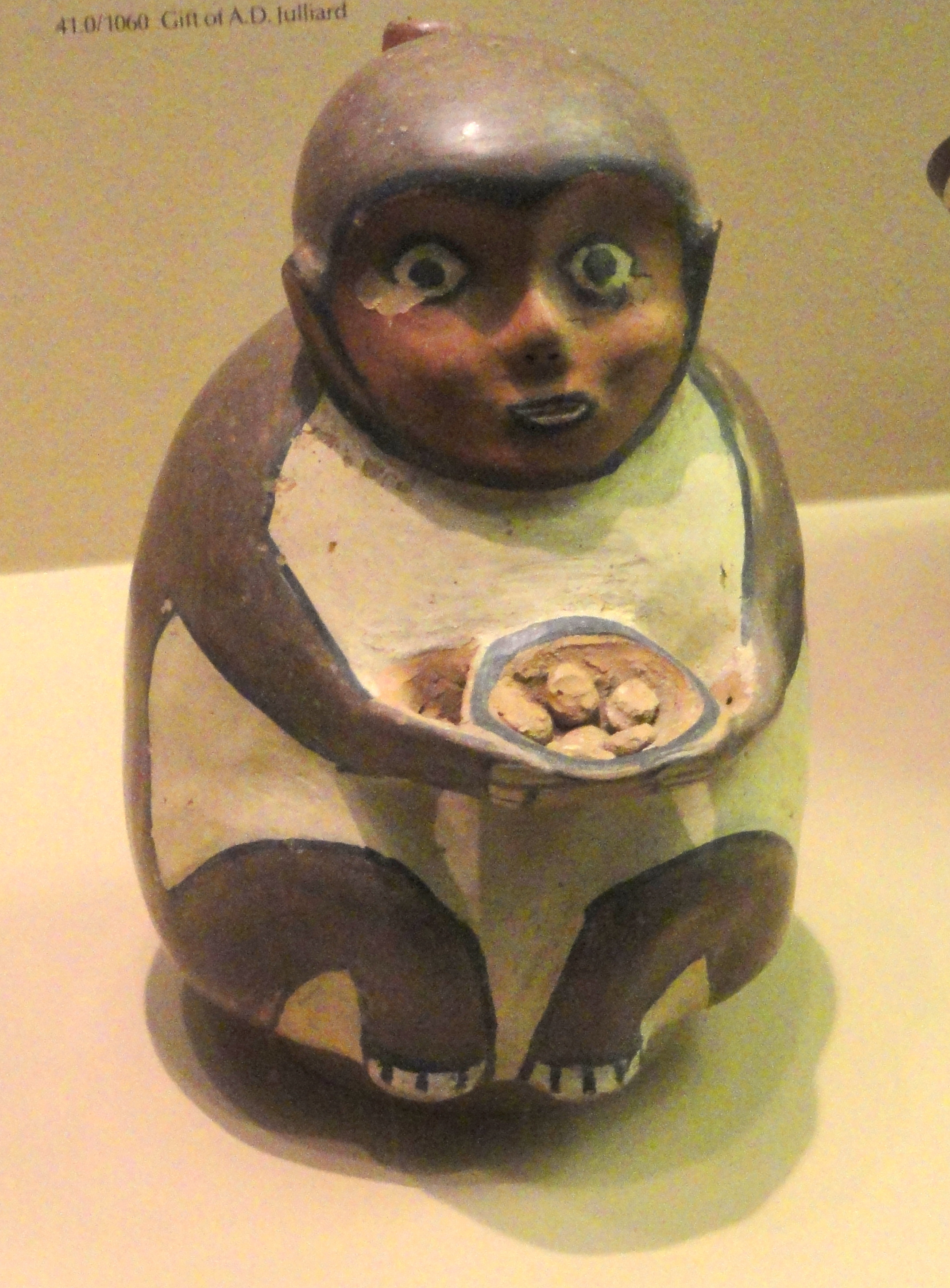
Potterie Nazca d'un singe tenant un bolCreuser l'argile pour en faire un bol est interdit le Chabbat si c'est le fait d'un homme mais peut-on l'employer si c'est un singe qui l'a fait ?

Ce critère, le Talmud le démontre avec le cas du bol creusé par un singe le jour saint : après avoir conclu qu'il vaut mieux permettre un interdit rabbinique qu'enfreindre une prohibition biblique — et, par conséquent, utiliser la cendre des fours produite le jour saint pour recouvrir le sang des animaux abattus ce jour-là, plutôt que de creuser pour obtenir de la poussière car la cendre produite le jour saint n'est interdite que par les rabbins (cf. supra) alors que creuser viole l'une des activités interdites par la Bible —, la guemara demande si cela s'applique à un tel bol qui, n'ayant pas été façonné de main d'homme, ne contrevient pas à la Bible mais demeure interdit par les rabbins. 
Ribbi Ze'oura et Rav Hamnouna sont partagés sur le sujet : pour celui qui l'autorise, le bol peut être comparé à une récolte dont les prélèvements et dîmes sont réalisés le jour saint, car bien que cela soit interdit par les rabbins, ce qui est fait est fait. Celui qui l'interdit le compare à un mouktse sheyavash vèlo yada bo, sans préciser s'il entend que la figue “a séché” pendant le jour et que le bol, n'existant pas encore, n'avait pas été désigné pour usage ou si elle “était sèche” avant le début du jour saint mais que sa disponibilité n'était pas connue à ce moment (TJ Beitsa 1:2 [60b]). Une telle interprétation serait cohérente avec le TJ Shabbat 3:6, où le mouktse sheyavash vèlo naga bo (« figue qui a séché et qu'on n'a pas touchée ») illustre l'objet interdit à l'usage bien qu'il ne nécessite pas de préparation supplémentaire, à condition de comprendre « qu'on n'a pas touchée » au sens figuré (si pris littéralement, cela nécessiterait au contraire un acte avant le jour saint et le Chabbat, alors que TJ Beitsa 1:2 se contente de la pensée).
Le Talmud de Jérusalem s'est en effet montré ambigu sur la question depuis son apparition, c.-à-d. depuis l'apparition de la pensée (ma'hshava) dans les débats amoraïques : la m. Shabbat 4:2 enseigne, à propos de la hatmana (enfouissement de plats la veille de Chabbat afin d'en conserver la chaleur (he)), qu'« On peut enfouir [les plats] dans des peaux brutes et les manipuler [à Chabbat] ou dans de la laine de tonte mais on ne la manipule pas » — les matériaux bruts peuvent être librement utilisés comme isolants thermiques mais une fois le Chabbat commencé, certains peuvent être manipulés librement tandis que d'autres non. Une solution pratique est donnée par les sages de la mishna, qui soutiennent, contre le président du sanhédrin Eléazar ben Azaria (en), qu'une ménagère expérimentée saura toujours comment prendre et remettre le pot en place sans combler l'espace où il est enfoui mais la guemara afférant à cette mishna ne se satisfait pas d'une explication si ponctuelle, et veut définir le critère légal qui différencierait les objets.

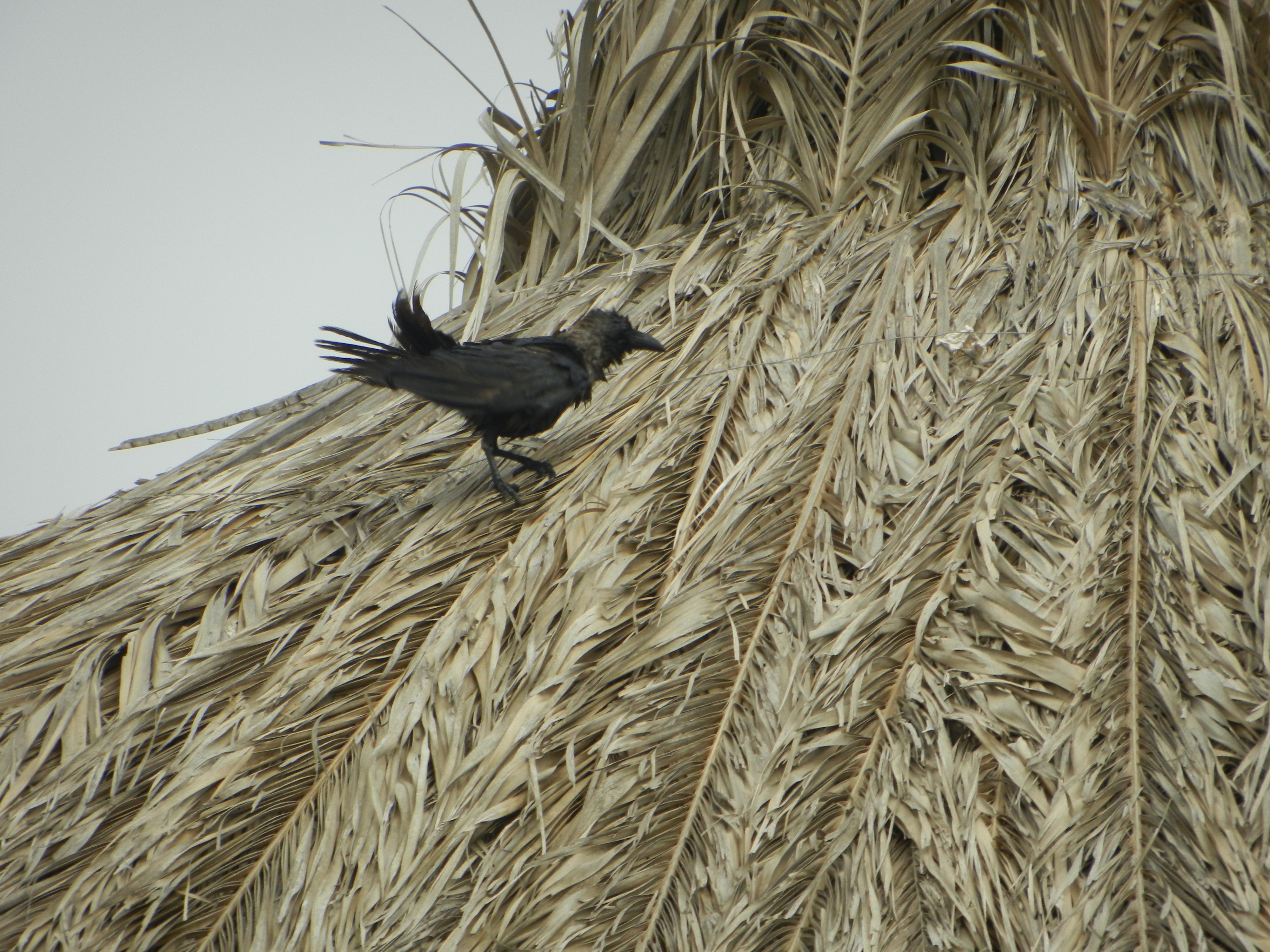
Des branches de palmier sèches, dans les Émirats arabes unis.Groupées en toit ou parois de tentes, elles doivent être attachées mais si c'est pour la couche, il suffit, selon Rav, d'y penser avant (voire, selon une version contestée, pendant) le Chabbat pour les préparer

Ce critère a toujours été, dans la Mishna, un acte, fût-ce une déclaration (cf. m. Beitsa 1:3 — « L'école de Shammaï dit : On ne prend pas [de volaille] à moins de l'avoir [soupesée] la veille, et l'école de Hillel dit : On se tient [devant les pigeons ou autres] et l'on dit “Je prendrai celui-ci et celui-là”. ») mais lorsqu'elle expose les opinions des divers intervenants à rebours de l'ordre chronologique, la guemara indique que « Ribbi Yirmeya [dit] au nom de Rav qu'on peut tendre une toile sur les rangées de briques à Chabbat » puis rapporte que « Des chasseurs qui avaient tendu [des filets] que le soleil consumait, vinrent demander à Rav : “Peut-on les déplacer [à Chabbat] ?” [et] il leur dit : “Pensez à les mettre sous vos têtes et il vous sera permis de les déplacer.” » Pour Rav, disciple de Juda Hanassi et chef de file du judaïsme babylonien, la pensée — une notion qui se retrouve dans plusieurs domaines de loi juive mais particulièrement dans celui de la pureté (« tous les kelim peuvent descendre [de leur état de pureté] à leur impureté par la pensée et ils ne montent de leur impureté que par un acte [qui produit un] changement car un acte annule un acte antérieur ainsi qu'une pensée antérieure, mais une pensée n'annule ni un acte antérieur ni une pensée antérieure » — m. Kelim 25:9) —, a donc le pouvoir de changer le statut d'un objet, rendant manipulable (c.-à-d. min hamoukhan) ce qui ne l'était pas (eino min hamoukhan). 
La pensée doit toutefois se former avant mais non pendant le Chabbat, et cette version de l'enseignement de Rav qui laisse entendre le contraire, a fait l'objet de plusieurs amendements et corrections, y compris dans le manuscrit de Leyde (he), pour la faire coïncider avec les enseignements des amoraïm plus tardifs : « Ribbi Ze'ira au nom de Ribbi Yirmiya [mais peut-être doit-on lire Ribbi Yirmiya au nom de Ribbi Ze'ira] : des troncs d’arbres auxquels on a pensés dès la veille, il est permis de les déplacer. […] Ribbi 'Helephta ben Shaoul [enseigne] : des fibres [y compris les fibres de laine de la mishna] auxquelles on a pensé ('hashav) dès la veille, il est permis de les déplacer, […] Ribbi Yosse ben Shaoul [enseigne] : un tas de poutres auxquelles on a pensé ('hishev) dès la veille, il est permis de les déplacer ». En réaction à ce chapelet de sentences amoraïques, le Talmud produit deux chaînes de tradition pour affirmer au nom du tanna Yosse ben Helephta, vraisemblablement apparenté aux amoraïm précités, que les peaux brutes, qui constituent l'autre exemple de la mishna, sont manipulables parce qu'un acte — si minime fût-il, relève Hizqiya (en) — a été posé. 
La guemara revient à Rav, qui complexifie davantage le débat en soulignant, d'une part, l'importance cruciale de la connaissance lorsqu'un objet possède plusieurs usages, et d'autre part, les limites de cette réflexion : « Des branches de palmier sèches que l'on a coupées pour s'y allonger, n'ont pas besoin d'être attachées [mais pour soutenir] les tentes, elles doivent être attachées ». Et Rav Abba (ou Ribbi Ba) bar Hanna (en) le contredit, exigeant d'attacher le lit de branches afin qu'elles aient un aspect d'ustensile, comme l'a aussi enseigné le tanna Hanania ben Antigonos (en). 
C'est, en somme, dans la génération de transition entre tannaïm et amoraïm qu'est apparue l'idée, forcément minoritaire alors, que la pensée pouvait jouer le même rôle (de même que l'oubli ou la connaissance) : Ribbi Hanina (en) rapporte que lorsque Juda Hanassi se rendit avec ses disciples à Hamat Gader, « il nous dit : “Choisissez-vous des pierres lisses, et vous serez autorisés à les déplacer demain.” » Ribbi Ze'ira comprend qu'il faut les ciseler, d'autres qu'on doit les polir, Ribbi Yohanan qu'elles doivent avoir un aspect d'ustensile (to'ar keli, cf. supra) et les Sipporéens qu'on doit simplement y penser (ʿad sheya'hshov) — la guemara conclut en appariant l'opinion de Rav Abba bar Hanna avec celle de Ribbi Yohanan, Ribbi Ze'ira [qui prescrit tantôt la pensée et tantôt l'acte] avec Rav, et les Sipporéens avec Ribbi Helephta ben Shaoul et Ribbi Yosse ben Shaoul (TJ Shabbat 4:2 [7a]).

#### Comme une figue séchée qu'on n'a pas connue

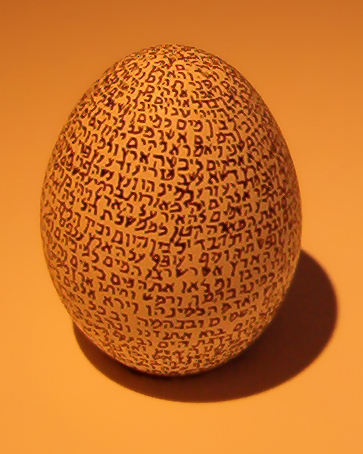
Premier chapitre du Livre de la Genèse encré sur un œuf encoquillé, Musée d'Israël.Plutôt qu'un concept, le mouktse est, dans le Talmud de Jérusalem, une image à peine métaphorique pour décrire l'état de transition par lequel passe l'œuf dans les dernières phases de son développement

Le Talmud de Jérusalem adopte donc une approche pratique, soumise aux traditions rabbiniques mais basée sur l'expérience sensible et les connaissances courantes dans le monde hellénistique de l'époque, pour expliquer l'interdiction d'un œuf pondu un jour saint par une combinaison de maturation complète et d'absence d'intention préalable. 
Ces deux conditions sont nécessaires mais non suffisantes avant d'être réunies. Ainsi, l'œuf qu'on trouve encoquillé dans les entrailles d'une poule est autorisé (cf. t. Beitsa 1:2) car, n'étant pas pondu, il n'est pas assez développé pour donner un poussin. Toutefois, il est suffisamment formé pour être consommé avec du lait s'il n'est pas attaché aux « membranes » de sa mère (et il peut être mangé même s'il est incomplet, car « seuls les figues et les raisins peuvent être interdits à cause du mouktse »). Les écoles de Shammaï et Hillel autorisent également l'œuf dont la majeure partie de la pondaison s'est faite la veille du jour saint, car on ne peut pas dire qu'« on ne l'a pas connu ». 
Cependant, lorsque les deux critères sont remplis, l'œuf est interdit à la consommation et, n'ayant pas d'autre usage permissible que l'alimentation lors du jour saint, il ne peut être déplacé. De plus, il rend interdit tous les œufs, même cent voire mille, avec lesquels il serait mélangé sans qu'on puisse les discerner (cf. t. Beitsa 1:3) car son moment de ponte est connu (soit la veille, soit le jour saint), et même ceux qui voudraient autoriser les fruits trouvés dans une corbeille le jour saint, en arguant qu'on ne peut pas déterminer lesquels sont tombés ce jour-là ou la veille, reconnaissent que ce doute n'existe pas avec l'œuf. 
Ceci semble contredire la t. Beitsa 1:1, où « D'autres disent au nom de Ribbi Liezer qu'un œuf et sa mère seront mangés ». Ribbi Ba propose que l'œuf est mangé en fonction de la préparation de sa mère mais Ribbi Ze'oura le conteste en s'appuyant sur la suite de la tossefta, « Le veau né un jour saint est permis car il se permet par l'abattage » : comme cette clause ne peut autoriser l'abattage des bêtes du désert (car « On n'abreuve ni n'abat les animaux du désert » — m. Beitsa 5:7) ni du gibier (puisque « Tout ce qu'on doit chasser est interdit » — m. Beitsa 3:1), il faut comprendre qu'elle distingue entre le veau, pleinement formé avant sa naissance, et l'œuf qui, complétant sa formation par la pondaison, reste interdit en toute circonstance s'il naît ce jour-là. Ribbi Ba dit que ce serait vrai si l'on pouvait prévoir avec exactitude le moment de la naissance du veau or des sages affirment qu'il ne naît pas au terme mais au cours du neuvième mois de gestation ; on lui répond cependant que, même dans ce cas, la fin du développement est identifiable, notamment lorsque le mâle monte sa mère. 
La troisième partie de la tossefta, « un poussin né un jour saint est permis car il se permet par l'abattage », est également nuancée car seuls les poussins nés avec leurs ailes, donc pleinement développés, sont consommables tandis que les autres sont considérés comme autant d'abominations — ainsi, parmi tous les cas considérés, seul l'œuf sera interdit le jour saint, non pas malgré mais à cause de son plein développement. 
Revenant sur les conclusions précédentes, la guemara s'étonne tout d'abord que « Tout ce qui copule de jour, donne naissance pendant le jour, et tout ce qui s'accouple de nuit, fait naître pendant la nuit » alors que la poule qui ne copule que de jour, pond aussi bien le jour que la nuit ; Ribbi Aboun répond qu'elle peut aussi pondre sans mâle.
 Elle approfondit ensuite la question des œufs ou veaux nés de bêtes impropres (à la consommation) : le veau (dont le développement est terminé avant la naissance) est autorisé car considéré comme une chose prête enfouie dans ce qui ne l'est pas. Cependant, l'œuf d'une poule impropre est interdit (m. Edouyot 5:1), et si l'école de Shammaï autorise, à la rigueur, d'employer l'œuf d'une charogne de poule si des œufs similaires sont vendus sur le marché car il est possible que l'œuf ait terminé sa maturation avant l'apparition du défaut chez la poule, tous s'accordent que l'œuf est produit dans le corps de l’animal, et que l'œuf d'une poule impropre « a grandi dans l'interdit ». 
Ces points réglés, elle aborde un dernier point de débat, exposé dans la clause mitoyenne de la t. Beitsa 1:3 : « Née un jour saint, elle sera mangée à Chabbat [et] à Chabbat, elle sera mangée un jour saint. Ribbi Youda dit au nom de Ribbi Liezer : “C'est la controverse [même] — la maison de Shammaï dit 'sera mangée', et la maison de Hillel dit 'ne sera pas mangée’” ». Le Talmud rapporte que Ribbi Hanina interdisait, tandis que Ribbi Yohanan autorisait, de même qu'il permettait de brûler les résidus d'huile apparus ou utilisés pendant le Chabbat car la sainteté d'un jour ne se prolonge pas au suivant. Ribbi Yassa s'abstint de le suivre, après avoir appris que Rav et Ribbi Hanina s'opposaient à cette autorisation car pour Rav, tout ce qui est interdit ou sanctifié un jour, conserve le même statut si le lendemain est saint — Ribbi Aboun bar Hiyya interroge Ribbi Ze'oura pour clarifier pourquoi, si « Tout le monde s'accorde à interdire les fruits tombés ainsi que ceux restants sur les branches, » un œuf pondu un jour saint serait permis le Chabbat, alors qu'abattre la poule ce jour-là est interdit ; Ribbi Ze'oura lui répond que si l'on suivait ce raisonnement, l'interdiction de l'œuf pondu un jour saint devrait s'étendre non seulement à ce jour-là, mais aussi au jour suivant. Ribbi Yirmeya élargit la question aux fruits d'apparât suspendus dans la soukka (cabane dans laquelle les Juifs doivent résider pendant la fête de Souccot), consacrés non pas pour un jour, mais pour sept tandis que le huitième jour est considéré comme une fête distincte ; lui-même les autorise au huitième jour puisque la fête de Souccot est terminée, tandis que Ribbi Yosse les considère consacrés pour le huitième jour parce qu'il est, lui aussi, prescrit par la Bible, mais en tous les cas, l'extension de la sainteté du Chabbat à celle du jour saint et réciproquement, apparaît comme rabbinique et n'est pas nécessaire (TJ Beitsa 1:1 [60a-b]).
En résumé, le Talmud de Jérusalem a élargi l'usage d'un terme issu des lois sur les dîmes, déjà pourvu d'un sens secondaire d'exclusion, à une catégorie pour le Chabbat et les jours saints. Il l'aurait ensuite appliqué au cas particulier de la figue séchée — un aliment comestible et matériellement présent au début de la journée, mais exclu de l'usage car non envisagé —, et en aurait fait une métaphore pour d'autres aliments écartés, comme l'œuf pondu ou pour des objets imprévus, tel un bol creusé par un singe. Ce faisant, l'acte  physique du toucher a été remplacé par l'acte mental d'envisager ou considérer telle chose apte ou inapte à l'emploi. Cependant, cette catégorie reste rudimentaire et ne dépasse pas les exemples précités. Le mouktse représente à ce stade une notion basée sur la tension entre la présence matérielle et la préparation mentale, et doit, pour devenir un système normatif structuré, évoluer dans le Talmud de Babylone.

### Dans le Talmud de Babylone
Le Talmud de Babylone propose quatre explications à la controverse entre les écoles de Shammaï et de Hillel sur l'œuf pondu un jour saint, et la première d'entre elles, mouktse, n'est pas retenue en loi. Cependant, ce mouktse a été détaché de son origine agricole, se comprend comme « [tout] ce qu'on a [re]tranché de son intention », est doté d'une histoire qui remonterait aux premiers temps du second Temple, voire du temple de Salomon, et se décline en autant de variations qu'il y a de raisons pour interdire l'usage de choses dont l'emploi ne contreviendrait pas au Chabbat (c'est pourquoi les animaux ressortent eux aussi des lois du mouktse car la Torah prescrit le repos des bêtes pendant le Chabbat (he)).

#### Redéfinition du cas d'école
Dans la version babylonienne de la discussion entre Rabbi Shimon Berabbi (en) et Rabbi sur le statut des fruits laissés à sécher pendant le Chabbat (Talmud de Babylone Shabbat 45b), c'est le premier qui s'enquiert auprès du second du statut des dattes fendues selon Rabbi Shimon, et Rabbi lui fait la réponse que Rav Yehouda a repris au nom de Shmouel : « il n'y a de mouktse pour Rabbi Shimon que les figues et raisins secs ». 
D'un point de vue pratique, cette conclusion est la même que celle du Talmud de Jérusalem, puisque les dattes fendues sont permises tandis que les figues et raisins laissés à sécher sont interdits. Cependant, dans le Talmud de Babylone, ces fruits ne sont plus des exemples mais des modèles d'objets activement repoussés (dǝ'hiya bayadaïm « rejet par les mains »), et ce qu'on exclut seulement par la pensée, n'aurait pas le statut de mouktse, selon l'opinion que la guemara attribue à Rabbi Shimon. Elle est d'ailleurs située au cœur de la longue discussion sur la m. Shabbat 3:6 (TB Shabbat 44a-47b) au cours de laquelle le Talmud établit la controverse entre Rabbi Shimon et Rabbi Yehouda (hébreu : מחלוקת רבי שמעון ורבי יהודה maḥloḳet Rabbi Šimon veRabbi Yehûdâ). 
« On déplace un candélabre neuf mais non un vieux. Rabbi Shimon dit : Tous les candélabres sont déplacés, sauf le candélabre qui brûle le Chabbat » : sitôt la mishna exposée, la guemara la compare avec la tradition consignée dans la t. Shabbat 3:13, « On déplace un nouveau luminaire mais non un vieux, paroles de Rabbi Yehouda. Rabbi Meïr dit : On déplace tous les luminaires, à l'exception de celui qui a été allumé ce Chabbat. Rabbi Shimon dit : On déplace tous les luminaires, à l'exception du luminaire allumé à Chabbat … ». Bien que la dispute apparaisse dans quelque trente souggiyot (en) comme fondée sur la Mishna, c'est le seul enseignement tannaïtique où ces deux sages sont opposés et tiennent le rôle qu'on leur attribue (dans la m. Beitsa 3:4, c'est, au contraire, Rabbi Yehouda qui adopte l'approche permissive et Rabbi Shimon la position restrictive). 
Alors que le Talmud de Jérusalem examine ces trois opinions, et explique que, selon Rabbi Meïr, « ce qui est affecté à l'interdit, est interdit » (TJ Shabbat 3:6 [6b]), le Talmud de Babylone se contente de ce droit de cité, et s'affaire à prouver, sources tannaïtiques à l'appui, que Rabbi Yehouda est tout le temps la voix de la sévérité et Rabbi Shimon celle de la permissivité. Ces sources sont, au besoin, reprises dans une logique interprétative : la clause précédente de la mishna, « On ne pose pas de vase sous la lampe pour en recueillir l’huile et si on l'a posé la veille, c'est permis [mais] on n'en use pas, parce que [cette huile] est eino min hamoukhan », est anonyme mais dans le Talmud, « Le surplus d'huile dans la lampe et le bol, est interdit, et Rabbi Shimon permet » (TB Shabbat 44a, cf. ibid 46b et TB Beitsa 30b ; cette relecture pourrait provenir non pas de Babylonie mais des collèges rabbiniques de Galilée, cf. TJ Beitsa 5:1 [62d]). 
Les auteurs anonymes du Talmud (he) expliquent ensuite, à l'occasion d'une discussion intercalaire sur un chandelier en métal, que le motif de Rabbi Yehouda pour interdire les candélabres usagés, est le dégoût qu'ils suscitent (mouktse mi'hamat miouss (he)) — là aussi, le motif se trouve dans le Talmud de Jérusalem (TJ Shabbat 3:6 [6c] : « … Il arriva qu'on déplace un chandelier sous une lampe de Chabbat [Comment l'expliquons-nous ? … Nous l'expliquons] comme Ribbi Youda, lequel Ribbi Youda a dit ceci : “Une lampe est dégoûtante, un chandelier n'est pas dégoûtant” ») mais celui-ci n'utilise pas le terme mouktse qui, dans le Talmud de Babylone, est non seulement devenu une catégorie abstraite, mais possède aussi ses propres sous-catégories pour l'appliquer. S'ensuit alors une discussion entre amoraïm, où le mouktse des lampes est utilisé comme étalon pour mesurer les limites de son application lors du Chabbat. Elle conclut que même selon Rav, qui semble adopter la position attribuée à Rabbi Yehouda, « Rabbi Shimon est digne qu'on s'appuie sur lui à l'heure de la contrainte » (TB Shabbat 44b-45a).
Il construit de la sorte une dichotomie entre les deux sages, où Rabbi Yehouda interdirait tout ce qui a trait au mouktse tandis que Rabbi Shimon l'autoriserait, à de rares exceptions près.
Ceci établi, les auteurs anonymes du Talmud (he) font dire à Rav Nahman (en) que la controverse entre les écoles de Shammaï et de Hillel sur l'œuf pondu un jour saint, démontre que la dernière suit Rabbi Shimon pour le Chabbat mais Rabbi Yehouda pour les jours saints. Il est, en effet, permis de « découper […] la charogne devant les chiens » à Chabbat (m. Shabbat 24:4) mais interdit de couper du bois pendant le jour saint, « à partir d'une poutre comme à partir d'une poutre qui s'est brisée » le jour même (m. Beitsa 4:3). Cette conclusion — qui n'est pas appuyée par la comparaison entre les corpus des lois de Chabbat et des jours saints dans la littérature tannaïtique, y compris sur les lois qui seront rattachées au mouktse —, implique d'attribuer au seul mouktse toutes sortes d'interdits pour lesquels eino min hamoukhan n'était qu'une possibilité parmi d'autres dans la littérature tannaïtique.

 

Les sages permettent de même d'utiliser et déplacer divers matériaux destinés à un emploi permissible (m. Shabbat 4:1-2). Quant aux matériaux pour lesquels il n'existe aucun usage permissible comme les pierres, les sages se montrent sévères, et interdisent même de remplir une courge creuse alourdie par une pierre si celle-ci est déplacée par l'eau qu'on y verse (m. Shabbat 17:6). On peut cependant incliner la jarre ou un coussin dont on a besoin pour en faire tomber la pierre ou les pièces de monnaie qui y sont déposées (m. Shabbat 21:2), et les sages n'interdisent pas de prendre un enfant qui porte une pierre ni de la transporter dans une corbeille pleine de fruits (m. Shabbat 21:1, cf. t. Shabbat 14:5 et 16:6). La poussière qu'on a destinée avant le jour saint à couvrir le sang d'une bête abattue, peut être utilisée et déplacée au cours de celui-ci (m. Beitsa 1:2, t. Shabbat 3:13).
Pour ce qui est des objets, récipients comme outils, les sources tannaïtiques décrivent un processus d'allègement progressif : « au début », seuls trois outils requis pour la table peuvent être pris car les réprimandes d'Isaïe 58,13, Jérémie 17,21-22 et Néhémie 10,32 & 13,15-19 résonnent encore contre le transport de charges le Chabbat. Seuls certains outils très spécifiques comme une grande scie ou un soc de charrue demeurent interdits. L'école de Hillel permet en outre le transport dans le domaine public (en) d'un pilon ou d'une peau de bête lors des jours saints, même sans en faire usage, et le déplacement d'objets dans l'espace domestique durant le chabbat, même sans usage spécifique — m. Shabbat 17:2-3 et m. Beitsa 1:5, t. Shabbat 14:1). Si les ustensiles peuvent être déplacés, leurs débris peuvent l'être également tant qu'ils n'ont pas été jetés aux ordures, pour peu qu'ils puissent remplir une fonction ou, selon Rabbi Yehouda, leur fonction originelle (m. Shabbat 17:5, t. Shabbat 14:2 et 6).

#### Sources primaires
- (he) « Mishna Shabbat, édition bilingue he/en », 2011 (consulté le 15 février 2025)
- (he) « Tossefta Shabbat, édition Lieberman », 2011 (consulté le 25 février 2025)
- (he) « Mishna Beitsa, édition bilingue he/en », 2011 (consulté le 15 février 2025)
- (he) « Tossefta Beitsa, édition Lieberman », 2011 (consulté le 25 février 2025)

#### Sources secondaires
- (en) Heinrich W. Guggenheimer, The Jerusalem Talmud : Edition, Translation and Commentary, vol. XI, Tractate Beitza, Berlin/New York, Walter de Gruyter, 2011 (lire en ligne)
- (he) Zvi Shimshoni, « Mavo leʾissour mouktse » [« Introduction à l’interdit de Mouktse »], Midbara, vol. 7,‎ 2022 (lire en ligne, consulté le 28 septembre 2024).
- (he) Yoel Kretzmer-Raziel, Hakategoria 'mouktse' vehitgabshouta basafrout haamorait [« La catégorie 'mouktse' et son développement dans la littérature amoraïque »], 2015 (lire en ligne) .
  - (en) Yoel Kretzmer-Raziel, « Mukhan: The Rise and Fall of a Halakhic Term », Hebrew Studies, vol. 61,‎ 2020, p. 259-276 (lire en ligne, consulté le 19 février 2025).
  - (en) Yoel Kretzmer-Raziel, « The Impact of Purity Laws on Amoraic Laws Concerning Handling on the Sabbath », Hebrew Union College Annual, vol. 87,‎ 2016, p. 179-202 (JSTOR 10.15650).